# Clara Faragó
Clara Faragó (de soltera Friedmann, 6 d'octubre de 1905 – novembre de 1944) va ser una Mestra d'escacs hongaresa. Va ser una de les participants al Campionat del món femení de 1937.

## Biografia
Va néixer en una família nombrosa que s'havia traslladat a Hongria des de Transsilvània. Va estudiar un any a la Universitat de Graz, després es va graduar a la Facultat de Dret de la Universitat de Budapest i va treballar al Departament de Carreteres hongarès.
A les dècades de 1920 i 1930, Clara Faragó va ser una de les principals jugadores d'escacs d'Hongria. Va ser membre del Club d'Escacs de Budapest i alumna del Mestre d'escacs hongarès Árpád Vajda. En l'2n Torneig Femení de l'Olimpíada d'escacs no oficial va aconseguir el 4t lloc en la competició de vuit participants. El 1936 va ocupar el 10è lloc al torneig internacional d'escacs femení de Semmering. L'octubre de 1936, va jugar un matx amb la Mestra d'escacs austríaca Gisela Harum i va perdre 1:3. L'any 1937, Clara Faragó va participar al Campionat del Món d'escacs femení a Estocolm on va compartir el 10è-16è lloc.
Va morir durant la Segona Guerra Mundial.